# Med (film, 2010)
Med (turško Bal) je turško-nemški dramski film, ki ga je režiral Semih Kaplanoğlu in zanj tudi napisal scenarij skupaj z Orçunom Köksalom. Je tretji in zadnji film iz trilogije o Yusufu, ki vsebuje še filma Jajce in Mleko. V glavnih vlogah nastopajo Erdal Beşikçioğlu, Tülin Özen, Alev Uçarer, Bora Altaş in Ayşe Altay. Zgodba prikazuje šestletnega dečka Yusufa (Altaş) in njegovo družino v odmaknjeni in nerazviti regiji Črno morje, ki se znajdejo v težavah, ko se dečkov oče ne vrne iz gozda ob nabiranju medu. 
Film je bil premierno prikazan 11. februarja 2010 na Mednarodnem filmskem festivalu v Berlinu, kjer je kot tretji turški film osvojil glavno nagrado zlati medved, kar je pred tem uspelo filmoma Susuz Yaz leta 1964 in Z glavo ob zid leta 2004, osvojil pa je tudi nagrado ekumenske žirije. V turških kinematografih so ga začeli predvajati 9. aprila, izbran je bil tudi za turškega kandidata za oskarja za najboljši tujejezični film na 83. podelitvi oskarjev, toda ni prišel v ožji izbor. Nominiran je bil za evropske filmske nagrade na najboljši film, režijo in fotografijo, osvojil pa je nagrado na najboljšo fotografijo, nagrado občinska in nagrado žirije na Mednarodnem filmskem festivalu v Carigradu ter nagrado za najboljši film na Filmskem festivalu v Vukovarju.

## Vloge
- Erdal Beşikçioğlu kot Yakup
- Tülin Özen kot Zehra
- Alev Uçarer
- Bora Altaş kot Yusuf
- Ayşe Altay